# Thalassarche
Thalassarche is een geslacht van zeevogels binnen de familie van de albatrossen (Diomedeidae). Het geslacht telt negen soorten. Ze komen uitsluitend voor op het zuidelijk halfrond.

## Soorten
- Thalassarche bulleri  –  Bullers albatros
- Thalassarche carteri  –  Indische geelneusalbatros
- Thalassarche cauta  –  Witkapalbatros
- Thalassarche chlororhynchos  –  Atlantische geelneusalbatros
- Thalassarche chrysostoma  –  Grijskopalbatros
- Thalassarche eremita  –  Chathamalbatros
- Thalassarche impavida  –  Campbellalbatros
- Thalassarche melanophris  –  Wenkbrauwalbatros
- Thalassarche salvini  –  Salvins albatros